# Thales Avs France
« Sextant Avionique » redirige ici. Pour l’article homophone, voir Sextant (homonymie).
 (janvier 2016).
Thales Avs France, anciennement nommée Sextant Avionique puis Thales Avionics, est une filiale du groupe Thales née en 1989 de la fusion des sociétés Crouzet, EAS et SFENA avec la division aéronautique de Thomson-CSF. Dans l'organisation du groupe Thales, cette société fait partie de la Division Avionique.

## Historique
L'historique de Sextant Avionique est résumé sur le site web du comité d'établissement du site de Valence de Thales :
- 1960 : construction du site industriel de Valence, situé au 25 rue Jules-Védrines, par la société SA Crouzet ; elle porte le nom de son fondateur, Édouard Crouzet ;
- juillet 1989 : la société Sextant Avionique est créée. Filiale des sociétés Thomson-CSF à 66 % et Société nationale industrielle aérospatiale (aerospatiale) à 34 %, elle regroupe les activités issues des sociétés :
  - Société française d’équipements pour la navigation aérienne (SFENA),
  - Électronique et Aéronautique de Service (EAS), filiale d’aerospatiale,
  - la division Avionique générale de Thomson-CSF,
  - la branche avionique de Crouzet ;
- 1998 : vente de la partie Espace et de la partie Automatisme ;
- juin 1999 : Sextant Avionique devient une filiale à 100 % de Thomson-CSF. L’entreprise change de nom pour devenir Thomson–CSF Sextant ;
- février 2001 : Thomson-CSF Sextant devient la société Thales Avionics SA, partie française de Thales Avionics.

Au 1er janvier 2018, Thales Avionics absorbe trois autres filiales de Thales (Thales Electron Devices, Thales Training & Simulation et Thales Avionics LCD) et change de nom en devenant Thales Avs France.
En 2023, l’activité de systèmes électriques aéronautiques, qui porte sur la conversion, la génération de puissance et les moteurs électriques pour l’aéronautique civile et militaire, est rachetée par Safran Electrical & Power. Cette activité emploie près de 600 collaborateurs et a réalisé en 2022 un chiffre d'affaires de 145 millions d'euros. Cette acquisition comprend, en France, les sociétés Thales Avionics Electrical Systems et Thales Avionics Electrical Motors, implantées sur les sites de Chatou, Méru, et Conflans-Sainte-Honorine; elle comprend aussi les activités de support, de maintenance et de production pour les équipements électriques aéronautiques implantées à Orlando et à Singapour.

## Activité
Cette société se positionne en maître d'œuvre, architecte systèmes, et fournisseur d'équipements et services dans le domaine des systèmes avioniques. 
Thales Avionics regroupe 6 200 personnes : 
- 4 800 personnes en France : la filiale Thales Avionics S.A.S[4] ainsi que les trois autres filiales : Thales Avionics Electrical Motors S.A.S[5], Thales Avionics Electrical Systems S.A.S[6] et Thales Avionics LCD S.A.[7] ;
- 1 400 personnes dans les filiales en Grande-Bretagne et aux États-Unis.

Thales Avionics a pour clients des industriels des avionneurs, des compagnies aériennes, des armées de l’air et des opérateurs, qu’ils soient civils ou militaires. L'entreprise est le leader européen de l’électronique de vol et l’un des trois plus grands constructeurs mondiaux capables de fournir des ensembles complets d’électronique de vol.
Par exemple, Thales Avionics propose une suite avionique complète, nommée TopDeck, à destination d’hélicoptères (Sikorsky S-76) ou d'avions (ATR 42 et 72). Cette suite comprend un système de gestion de vol FMS et les MCDU, les écrans de visualisations (Primary Flight Display et Navigation Display), les ensembles de capteurs (GPS, capteurs anémométriques, centrales inertielles, etc.).